# Regelbau 602
La casemate de type Regelbau 602 est une casemate répondant au standard Regelbau. Sa mission est de servir d'abri pour des véhicules blindés.
Elle a été construite pour la Heer.

## Construction
Sa construction nécessite 810 mètre3 de béton.

## Architecture
Elle fait 12 mètres de long pour 13.80 de large et 6.30 de haut et accueillait un équipage de 6 hommes.

## Exemplaires
Il existerait environ 11 casemates de ce type dans le monde.